# Шагонар
Шагонар (рус. Шагонар) град је у Русији у Туви.

## Становништво
| 1959. | 1970. | 1979. | 1989.  | 2002.  | 2010.  |
| ----- | ----- | ----- | ------ | ------ | ------ |
| 4.155 | 4.512 | 5.455 | 10.084 | 11.008 | 10.958 |